# Lilium bulbiferum
Lilium bulbiferum là một loài thực vật có hoa trong họ Liliaceae. Loài này được L. miêu tả khoa học đầu tiên năm 1753.

## Phân bố và môi trường sống
Lilium bulbiferum phân bố phổ biến ở hầu hết châu Âu, từ Tây Ban Nha đến Phần Lan và Ukraina. Loài này sinh sống trong các vùng đồng cỏ trên núi và núi đá. Chúng thích hợp với đất vôi ở những vùng nắng ấm, nhưng cũng phát triển trên các đất chua nhẹ. Chúng phân bố ở độ cao 500–1.900 mét (1.600–6.200 ft) trên mực nước biển.

## Trong văn hóa
Lily cam được dùng làm biểu tượng của Orange Order ở Northern Ireland.